# Rosendal, Karlskoga
För andra betydelser, se Rosendal.
Rosendal är en stadsdel i Karlskoga som ingår i ett område av riksintresse för kulturmiljövården. Stadsdelen är belägen norr om Bofors industriområde, och i öster gränsar området till Sandviken. Söder om stadsdelen passerar motorvägen E18. 
Rosendal är ett av Sveriges största arbetarbostadsområden beläget i bruksmiljö. Dess karaktär beskriv som egen och ur ett nationellt perspektiv som mycket speciellt. I Rosendal låg tidigare Rosendals skola. Stadsdelen består av tidstypiska arbetarbostäder från 1910-talet. Området beboddes först av arbetare vid Bofors, i dag utgörs området av en bostadsrättsförening. Bostäderna är rödfärgade och omgärdade av växtlighet.